# 24 de novembre
El 24 de novembre o 24 de santandria és el tres-cents vint-i-vuitè dia de l'any del calendari gregorià i el tres-cents vint-i-novè en els anys de traspàs. Queden 37 dies per finalitzar l'any.

## Esdeveniments
Països Catalans
- 1894 - Estrena de Maria Rosa, d'Àngel Guimerà, al teatre Novetats de Barcelona, i simultàniament, al Teatro Español de Madrid, en versió castellana protagonitzada per María Guerrero.[2]
- 1993 - Turquia: Sergi Barjuan Esclusa debuta amb el F.C. Barcelona a l'estadi Ali Sami Yen contra el Galatasaray.
- 2003 - Barcelona: practiquen l'eutanàsia a Floquet de Neu per estalviar-li el patiment del càncer.[3]
- 2005
  - Roma (el Laci, Itàlia): després que el Tribunal d'Arbitratge de l'Esport (TAS) anul·lés la votació de Fresno, celebrada el 26 de novembre del 2004, l'assemblea de la FIRS hi repeteix la votació sobre l'admissió definitiva de la Federació Catalana de Patinatge: el resultat torna a ser un rebuig de l'admissió.
  - Barcelona: s'hi celebra la Primera Conferència Mediterrània de Nacions sense Estat, amb la participació de la Cabília, Còrsega, el Kurdistan, els Països Catalans, Palestina, el Sàhara Occidental, Sardenya i Sicília.

Resta del món
- 1859 - Londres (Anglaterra): Darwin hi publica L'origen de les espècies.
- 1939 - Decret de creació del Consell Superior d'Investigacions Científiques (CSIC) que reemplaçà la Junta per a l'Ampliació d'Estudis.
- 1974 - Hadar (Etiòpia): el paleoantropòleg Donald Johanson descobreix Lucy, un esquelet d'Australopitec d'un individu que va viure fa uns 3,2 milions d'anys.
- 2004 - Irlanda: el govern demana l'oficialitat del gaèlic a la UE.

## Naixements
Països Catalans
- 1620 - Riudoms, Baix Camp: Beat Bonaventura Gran, frare franciscà que fou proclamat beat per l'Església catòlica (m. 1684).
- 1713 - Petra, Mallorca: Juníper Serra, frare franciscà mallorquí, que fundà la missió de l'Alta Califòrnia i és venerat com a sant per l'Església catòlica (m. 1784).
- 1742 - Barcelona: Antoni Capmany, empresari, catalanista i mecenes català.
- 1806 - Gironella, Berguedà: Antoni Roca i Dencàs, industrial tèxtil, polític i banquer català.
- 1894 - Barcelona: Josepa Fornés, coneguda com a Pepeta o Pepita Fornés, actriu catalana de llarga trajectòria teatral.[4]
- 1900 - València, l'Horta: Maximilià Thous i Llorens, escriptor i polític valencià (m. 1957).
- 1902 - Barcelona: Núria Sagnier i Costa, escriptora i traductora catalana, i estudiosa de Wagner (m. 1988).[5]
- 1911 - Igualada: Maria Teresa Sàbat i Salinas, mecenes catalanista i fundadora de l'Editorial Alcides (m. 2011).[6]
- 1917
  - Barcelona: Rosa Galcerán i Vilanova, dibuixant, historietista, animadora i publicista catalana.[7]
  - Gijón: Otilia Castellví, modista, militant del POUM i compromesa amb la República (m. 2001).[8]
- 1920 - Barcelona: Miquel Tarradell i Mateu, arqueòleg i prehistoriador català (m. 1995).
- 1939 - Barcelona: Josep Maria Huertas Claveria, escriptor i periodista català (m. 2007).
- 1956 - Ripollet, Vallès Occidental: Joan Creus i Molist, jugador de bàsquet català.
- 1958 - 
  - El Prat de Llobregat, Baix Llobregat: Fèlix Goñi i Roura, activista polític català (m. 1979).[9]
  - Còrdova: María Milagrosa Martínez, política valenciana condemnada per corrupció.[10]
- 1973 - Buenos Airesː Victoria Szpunberg, dramaturga i docent d'arts escèniques.[11]
- 1986 - Reus, Baix Camp: Aida Folch, actriu catalana.[12]

Resta del món
- 1724 - Dresden: Maria Amàlia de Saxònia, reina d'Espanya (m. 1760).[13]
- 1784 - Barboursville, Virgínia, EUA: Zachary Taylor, 12è president dels Estats Units (m. 1850)

- 1826 - Florència: Carlo Collodi, periodista i escriptor de literatura infantil italià, autor de Les aventures de Pinotxo (m. 1890).
- 1848 - Würzburg, Baviera: Lilli Lehmann, soprano alemanya (m. 1929).[14]
- 1849 - Manchester, Anglaterra: Frances Hodgson Burnett, escriptora estatunidenca d'origen britànic.[15]
- 1864 - Albi, Occitània: Henri de Toulouse-Lautrec, pintor francès (m. 1901).
- 1868? - Texas, Estats Units: Scott Joplin, compositor i pianista nord-americà.
- 1869 - Lisboa, Portugal: António Óscar de Fragoso Carmona polític i militar portuguès, onzè president de la República portuguesa sota la dictadura i el posterior "Estat Nòu" (Estado Novo) (m. 1951).[16]
- 1873 - Istanbul: Julius Martov, revolucionari socialista rus líder de la fracció menxevic (m. 1923).[16]
- 1886 - Indianapolis: Margaret Anderson, fundadora, editora i redactora de la revista d'art i literatura The Little Review (m. 1973).[17]
- 1908 - Rosario, Argentina: Libertad Lamarque, actriu argentina que va viure gran part de la seva vida a Mèxic.
- 1913 - Dublín, Irlanda: Geraldine Fitzgerald, actriu irlandesa.
- 1925 - La Haia, Països Baixos): Simon van der Meer, físic neerlandès, Premi Nobel de Física de l'any 1984 (m. 2011).
- 1926 - Xangai, Xina: Tsung-Dao Lee, físic, Premi Nobel de Física de l'any 1957.
- 1927 - Las Palmas de Gran Canaria: Alfredo Kraus, tenor espanyol (m. 1999).
- 1931 - Lisboa: Maria Gabriela Llansol, escriptora i traductora portuguesa (m. 2008).[18]
- 1934 - San Francisco (Califòrnia): Yvonne Rainer, ballarina, coreògrafa, i cineasta estatunidenca de tipus experimental.
- 1939 - 
  - Oderzo: Maria Chiara, soprano Italiana.
  - Oslo: Marit Paulsen, política sueca d'origen noruec, que va ser diputada del Parlament europeu.
- 1952 - Mugoyi, Buyumbura: Sylvie Kinigi, economista burundesa, que fou Primera Ministra i Presidenta de Burundi.[19]
- 1961 - Shillong, Índia: Arundhati Roy, escriptora i activista índia.[20]
- 1970 - Long Beach, Califòrnia, Estats Units, Julieta Venegas, cantant mexicana,
- 1974 - Bratislava, Txecoslovàquia: Jana Beňová, assagista, poeta i novel·lista eslovaca.
- 1981 - Gacko, Bòsnia i Hercegovina: Vule Avdalović, jugador de bàsquet.

## Necrològiques
Països Catalans
- 1234 - Guillem de Cabanelles, bisbe de Girona, 1227-1234).
- 1406 - Barcelona: Sibil·la de Fortià, reina consort d'Aragó, València, Mallorca, Sardenya i Còrsega (nominal), duquessa consort d'Atenes i Neopàtria i comtessa consort de Barcelona, Rosselló, Cerdanya i Empúries.
- 1988 - Barcelona: Marià Manent i Cisa, poeta, prosista, crític literari, memorialista, traductor i activista cultural català (n. 1898).
- 2000 - Barcelona: Teresa Calafell, titellaire, actriu, figurinista, escenògrafa, dramaturga i directora escènica (n. 1946).[21]
- 2013 - Reus, Baix Camp: Maria Dolors Baena Font, escultora catalana (n. 1967).
- 2020 - Barcelona: Montserrat Carulla, actriu catalana (n. 1930)

Resta del món
- 62 - Roma: Aule Persi Flac, poeta satíric llatí d'origen etrusc (n. 34).
- 1848 - Brocket, Herts: William Lamb, polític anglès, Primer Ministre del Regne Unit (n. 1779).
- 1929 - París, França: Georges Clemenceau, polític francès (n. 1841).
- 1957 - ciutat de Mèxic: Diego Rivera, pintor mexicà (n. 1886).
- 1958 - Tunbridge Wells, Kent (Anglaterra): Robert Cecil of Chelwood, jurista i polític anglès, Premi Nobel de la Pau de l'any 1937 (n. 1864).
- 1980 - 
  - Los Angeles, Califòrnia, Estats Units: George Raft, un actor estatunidenc.
  - Pasadena, Califòrnia: Henrietta Hill Swope, astrònoma nord-americana que estudià les estrelles variables (n. 1902).[22]
- 1990 - Uttlesford, Essex: Dodie Smith, novel·lista, dramaturga i guionista britànica, autora de 101 Dàlmates (n. 1896).[23]
- 1991 - Londres, Anglaterra: Farrokh Pluto Bulsara, conegut com a Freddie Mercury, cantant britànic component de Queen (n. 1946).
- 1997 - Neuilly-sur-Seine: Barbara, cantant, autora, compositora i intèrpret francesa.[24]
- 2005 - Las Vegas, Nevada, EUA: Pat Morita, actor estatunidenc.
- 2008 - Madrid: Matilde Ucelay Maórtua, primera arquitecta titulada espanyola.
- 2015 - Buenos Aires, Argentina: Aurora Venturini, novel·lista, contista, poetessa, traductora i assagista argentina.[25]
- 2016 - Kingston, Nova York: Pauline Oliveros, compositora americana, acordionista i pionera de la música electrònica (n. 1932).[26]

## Festes i commemoracions
- Festa del beat Bonaventura a Riudoms i Vinyols (el Baix Camp)
- Santoral: sants Andreu Dung Lac i els seus 116 companys màrtirs; Crisògon d'Aquileia, Flora i Maria de Còrdova; venerable Gabriel Taborin, fundador dels Germans de la Sagrada Família de Belley.